# Ball de Diables de Vilanova i la Geltrú

Representació del ball parlat, 5 d'agost de 1947. Fons Comarcal del Garraf, Arxiu Horro.

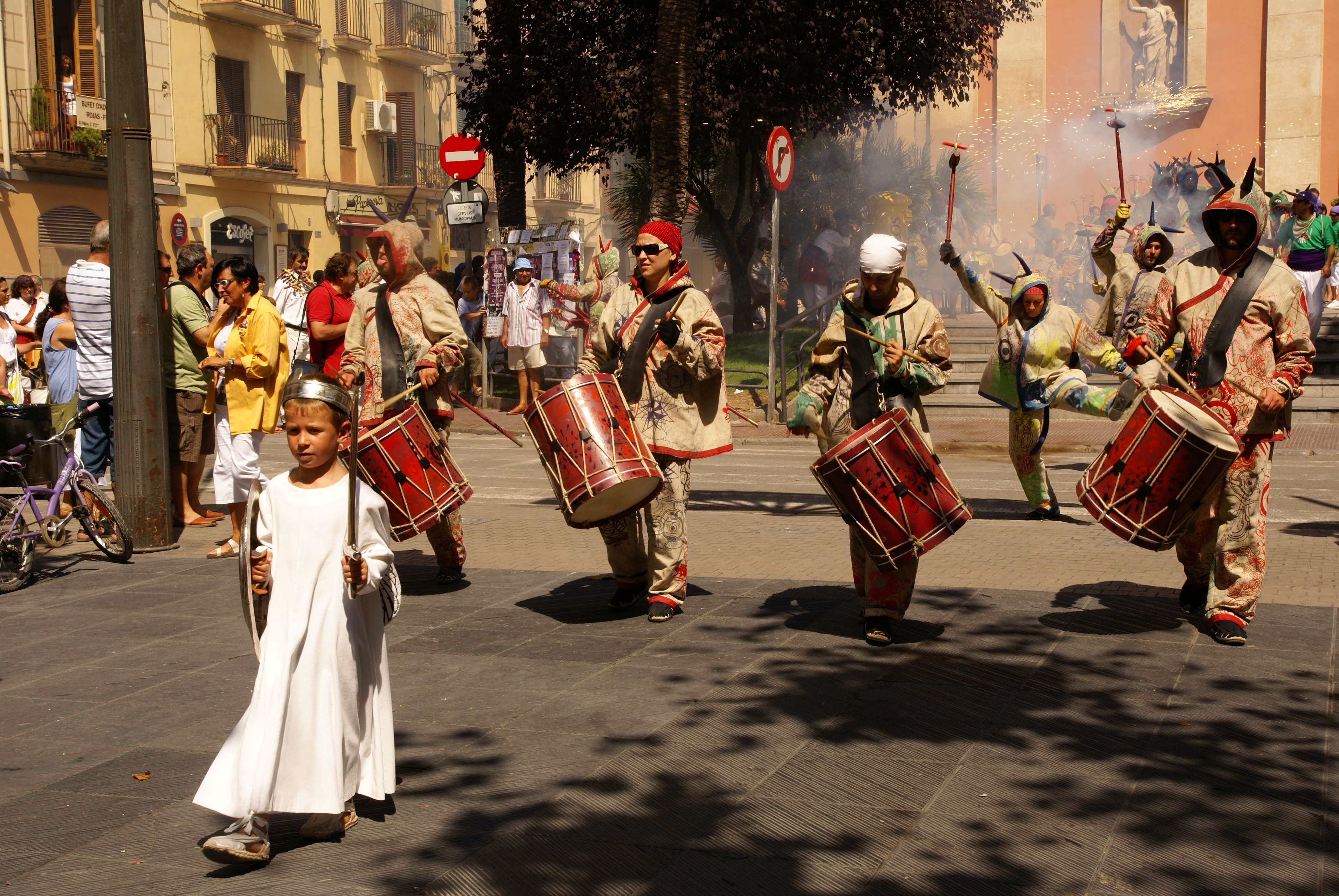
L'àngel, els timbalers i els Diables

El Ball de Diables de Vilanova i la Geltrú, creat l'any 1832 i recuperat el 1947, és un ball de diables centenari amb parlaments.

## Història
Les primeres referències de diables a Vilanova i la Geltrú daten de l'any 1710, on consta a l'efecte en la documentació de l'Obra de la Parròquia de Sant Antoni Abat de l'esmentat any, el pagament per 4 coets per la Mulassa y una grossa de xiquets per los diablots... 14 sous. Un grup de quatre diables (durant al llarg del segle xviii surten moltes emenes de quatre diablots), nomenats indistintament, Diablots, Diablons o Minyons acompanyaven a la Mulassa primitiva, un animal ferotge i ofensiu que anava encapçalant la processó llençant foc pels queixals. Aquests Diablots portaven la mateixa indumentària que els individus del ball de diables dels nostres dies, portaven una mena de forques, a l'extrem de les quals col·locaven les carretilles que, un cop enceses, esporuguien i feien córrer a la gent.
Sembla que aquests quatre diablots van acompanyar a la Mulassa fins a l'any 1831. Dues anotacions recalquen la composició de la plantilla d'entremesos parroquials: els Gegants Grans, els Gegantons, la Mulassa Vella amb els seus quatre Diables, la Mulassa Nova i el Drac. Al 17 de gener de 1831, va lliurar-se 1 lliura 17 sous 6 diners als de la mulassa vella, diablots, gegants grosos, drach y mulassa nova i 1 lliura 1 sou 9 diners als dels gegantons. Del mateix any són també els mots següents. Al 4 de juny 1831 van comptabilitzar-se 2 lliures 8 sous 9 diners als dels gegantons, gegans grossos, mulassas y diablots. I al 5 d'agost de 1831, 2 lliures 16 sous 3 diners als dels gegantons, molassas, diablots y gegants grossos.
La primera ocasió en què apareixen els diables com a estructura de ball de diables es troba per la Festa Major de Sant Antoni Abat de 1832. El ball de diables tindrà presència durant el segle xix i sobretot amb l'aparició a meitat de segle del Diario de Villanueva, que en serà una font d'informació habitual, tant a les antigues festes majors de Sant Antoni Abat i Santa Maria a la Geltrú com a l'ascendent Festa Major de les Neus, que esdevindrà amb els anys la Festa Major més important. La darrera notícia del ball de diables com a tal es produeix el 7 d'agost de 1895, on el Diario va comentar aquella Festa Major: Desde el mediodia del 4 y durante el dia 5 recorrieron las calles y plazas de la población la pareja mayor de Gigantes, los balls y danzas Populares Diablos, Rosaura, dos de Palitroques y una colla de Xiquets de Valls.
Capítol a part és parlar de la presència de diables als antics Arrivos de Carnestoltes al llarg del segle xix. Sembla que, a Vilanova i la Geltrú, coexistien dos models de ball de diables. Per una part, trobem un model organitzat en estructura de Ball de Diables que apareixia a les festes majors de Sant Antoni, Neus i la Geltrú (segons els sous de les factures pagades sembla que deurien de ser pocs membres al ball); i un altre un model participatiu, amb un gran nombre de diables i gran volum de pirotècnia, que només apareixia en el seguici de S.M. Carnestoltes (avui dia ho coneixem com l'Arrivo) i acompanyats d'una banda de música militar.
El 5 d'agost de 1947, un grup d'amics i socis del Foment Vilanoví decideixen recuperar el Ball de Diables i la Mulassa, aquesta última desapareguda al principi d'esclatar la Guerra Civil. Es van confeccionar vestits nous, pintats per l'artista, gravador i pintor vilanoví, Enric Cristòfol Ricart i es va intentar recuperar el ball parlat però això no va ser possible, tan sols se'n van trobar alguns versos, tots de caràcter satíric, en un document en molt mal estat. Josep Ramos i Roig, un vilanoví, únic supervivent del ball de diables de temps d'ençà, va intentar fer memòria per recuperar algun vers però tots d'esdeveniments del passat pujades de to. Es va decidir fer una representació centrada bàsicament en aspectes de temàtica satírica que, any rere any, es van renovant explicant anècdotes i esdeveniments de la vila, popularment es coneixen com a Versots.
A la segona meitat de la dècada dels seixanta, el ball de diables, com altres balls de la ciutat, va entrar en decadència i durant uns anys va deixar de sortir. I no és fins al 1972 quan un altre grup de joves del Foment Vilanoví tornen a recuperar el ball que s'ha mantingut fins a l'actualitat.

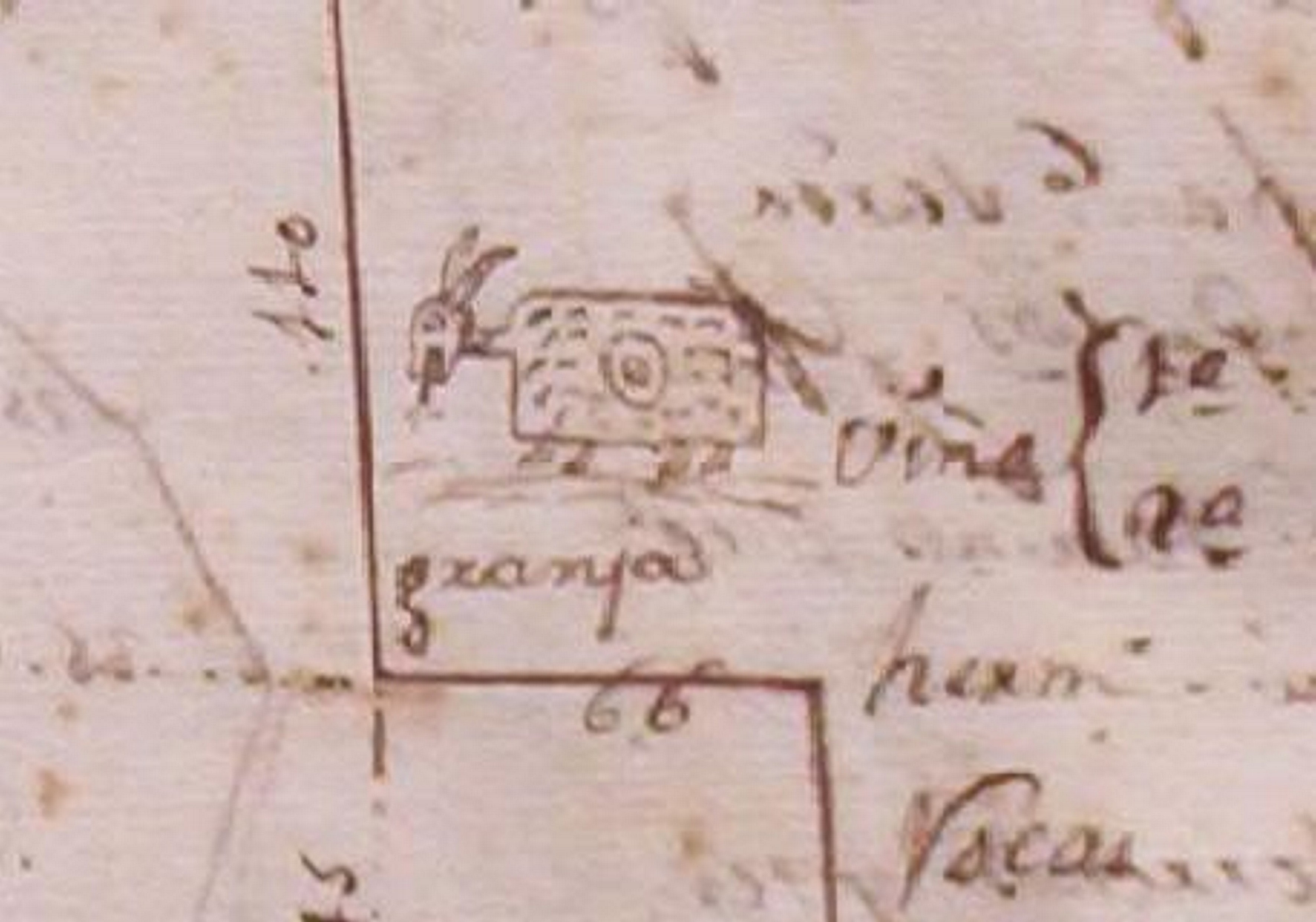
Dibuix de la primitiva Mulassa vilanovina, al Llibre de Recanasió de terres. Arxiu històric Comarcal de Vilanova i la Geltrú. Any 1739.

## Vestuari del Ball de Diables de Vilanova i la Geltrú
Una de les singularitats pròpies del Ball de Diables és el seu canvi de vestuari trencador cada cert temps, on el disseny, confecció i decoració (pintura) d'aquest passa a mans d'artistes locals de renom internacional.
En la recuperació del Ball de Diables l'any 1947 aquesta tasca va recaure a l'artista vilanoví Enric Cristòfol Ricart i Nin. Els vestits amb el pas del temps van quedant malmesos i al voler preservar el seu valor artístic, al 1980 es decideix confeccionar-ne uns de nous. Aquesta tasca li és encarregada a Armand Cardona i Torrandell. El següent canvi de vestits es produeix al 1995 de la mà de l'artista Joaquim Budesca i Català.
El 2006 s'estrenen els vestits de l'artista Pep Duran i Estevaque tenen continuïtat fins al 2016 on es confeccionen els actuals vestits del Ball de Diables per part d'Oscar Estruga i Andreu.

## Estructura actual del Ball de Diables
El Ball de Diables de Vilanova i la Geltrú està format per unes 40 persones on 25 es vestiran per l'actuació. La resta, farà la tasca de bosser.
Llucifer
Cabdill de tots els diables. És el personatge principal del ball de diables. La seva indumentària és considerablement diferent a la resta de diables. És qui fa la introducció i la rèplica als Versots que diuen els diables en el Ball Parlat. És qui llença més coets alhora amb el seu ceptrot. Llença els coets ballant.
Diablessa
Té el paper de companya del Llucifer. Diu l'últim versot abans de l'Arcàngel en el Ball Parlat. Després del Llucifer, és qui llença més coets a la vegada. També duu ceptrot, però més petit que el d'en Llucifer. Llença els coets ballant. Tradicionalment ha estat sempre un home, on es destaca més el to satíric d'aquest entremès, aspecte heretat de la teatralitat medieval.
Diables
Són els personatges majoritaris dins del ball de diables. Són els soldats del seu cabdill Llucifer i representen el mal. N'hi ha divuit. Una part diu versot (diable burlesc) i l'altre no (diable mut). Llencen els coets amb una maça. Quan no llencen coets han d'estar preparats per tornar a encendre. Llencen els coets ballant.
Tabalers
Són els diables responsables de la part rítmica i instrumental del ball. N'hi ha quatre. Vesteixen com la resta de diables i no llencen foc. Porten tabal. No diuen versot durant el Ball Parlat. No ballen.
Encenedor
És l'encarregat d'encendre la pirotècnia que porten els altres diables. Vesteix com la resta de diables. És responsable de les actuacions des de l'inici fins al final, les enceses que es fan, controlar els coets, durada de l'actuació, ritme del cercavila, etc... No diu versot en el ball parlat.
Arcàngel
Personatge interpretat per un nen/a com a símbol de puresa. Representa el poder diví, la lluita del bé contra el mal. Dins l'estructura del ball, adopta la forma de l'arcàngel Sant Miquel. Aquest personatge només apareix en cercaviles protocol·làries, processons i mostres. Diu l'últim versot del Ball Parlat. No balla.
Bossers
Els bossers són els responsables de portar les bosses de pirotècnia i subministrar-la als diables durant l'actuació. El nombre de bossers pot variar depenent de la quantitat de pirotècnia en cada actuació. El cap de bosses és el màxim responsable dels bossers i de controlar en tot moment el nivell pirotècnia i de tenir una comunicació directe amb l'encenedor perquè aquest últim tingui un millor control de la sortida.
Tanmateix, en aquest grup trobem la persona de portar la farmaciola i responsable de les cures o el responsable de portar les aigües i repartir aquestes entre els diables.